# Joost van Baern

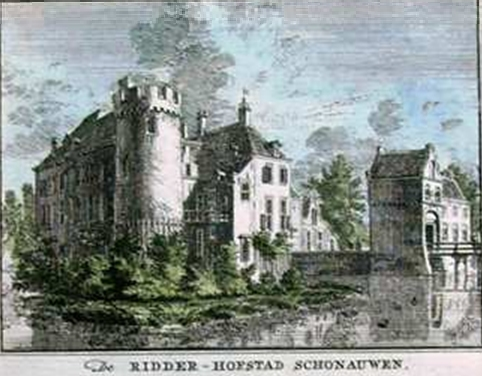
Kasteel Schonauwen in 1750

Joost van Baern (1490-1559) heer van Schonauwen was een zoon van Roelof van Baern (1455 - 9 april 1521) en Hadewich van Zoudenbalch (1460-ca. 1502).
Van Baern trouwde met Elisabeth van Culemborg (1500-1550). Zij was een dochter van Willem II van Culemborg (1450-1516) drost van Weert en in 1502 heer van Renswoude en Johanna van Brienen (1465-) en daardoor een zuster van Johan van Culemborg heer van Renswoude en Drakesteijn (1495-1558) die getrouwd was met Agatha van Coulster van Alkemade (1500 - 16 oktober 1574) vrouwe van Opmeer en Moerkapelle en van 1554 tot 1562 vrouwe van Zegwaard.

Uit zijn huwelijk werd geboren:
- Hadewich / Haze van Baarn van Schonauwen. Zij trouwde met Beernt van Borculo (1530-1618) van beroep schoenmakersmeester. Hij was een zoon van Hermanus Berends van Borculo (ca. 1500-) en Hadewich Schüt (ca. 1500-). Uit haar huwelijk werd geboren:
  - Josina van Borculo-Schonauwen (1560-1610). Zij trouwde in Zegwaart op 6 augustus 1586 met Willem van Merode (ca.1556 - Sint-Annaland, 1599) rentmeester van Karel van Bourgondië, rentmeester van Herman van Bourgondië en baljuw van Sint-Annaland. Hij was een zoon of kleinzoon van Johan van Merode (1500-1558) voogd van Duffel en Muggenberg en een niet met name genoemde vrouw. Door haar huwelijk werd zij de stammoeder van een omvangrijk nageslacht in West-Brabant.
  - Elisabeth / Lysbeth van Borculo-van Schonauwen (Utrecht, ca. 1563-). Zij trouwde met Philibert Dubois.
  - Aleijd van Borculo-van Schonauwen (Utrecht, ca. 1565-). Zij trouwde met Joos Marinusse van Zuydlandt (Poortvliet, 1540 - Tholen, 1613) baljuw van Poortvliet, burgemeester van Tholen, gasthuismeester te Tholen, rentmeester van Zeeland Beoostenschelde. Hij was een zoon van Marinus Jacob Lenertsz. baljuw van Poortvliet en een niet met name genoemde vrouw. Door haar huwelijk werd zij de stammoeder van een omvangrijk nageslacht.
- Cornelia van Baern. Zij trouwde met Pieter van Voorst (-1566).
- Johan Joostens van Baern (-1558). Hij trouwde met Mechtelt Uten Eng. Uit zijn huwelijk werden 5 kinderen geboren:
  - Johanna van Baern
  - Joost van Baern
  - Lysbeth van Baern
  - Roeloff van Baern
  - Wilhelmina van Baern
- Roelof van Baern. Hij trouwde met Anna Van Der Aa (- Utrecht, 1597).
- Willem van Baern. Hij overleed zonder nageslacht.